# Vollbremsung

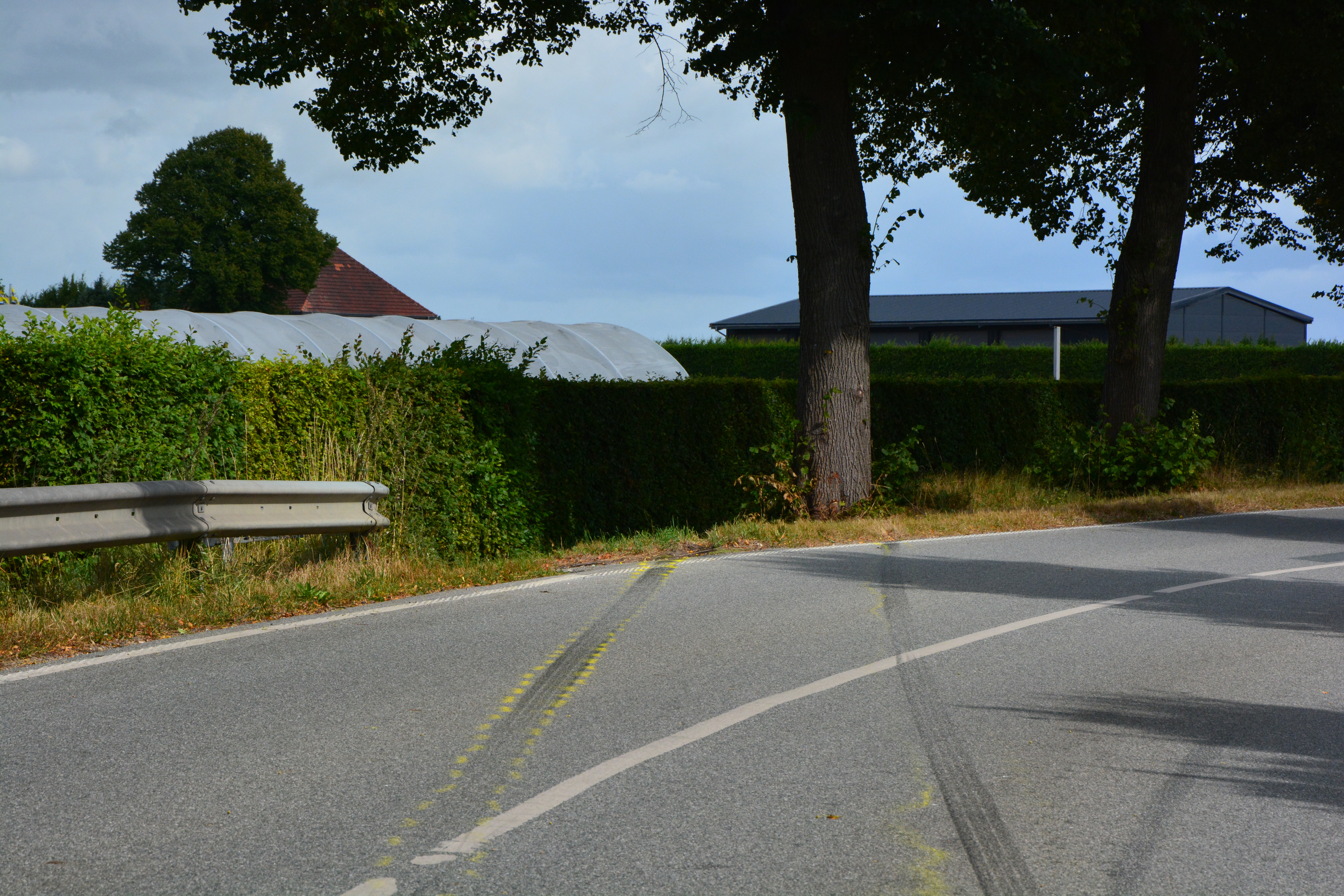
Bremsspuren einer Vollbremsung nach einem Unfall auf asphaltierter Straße. (Die gelben Abmarkierungen stammen von dem Sachverständigen, der den Unfall untersuchte.)

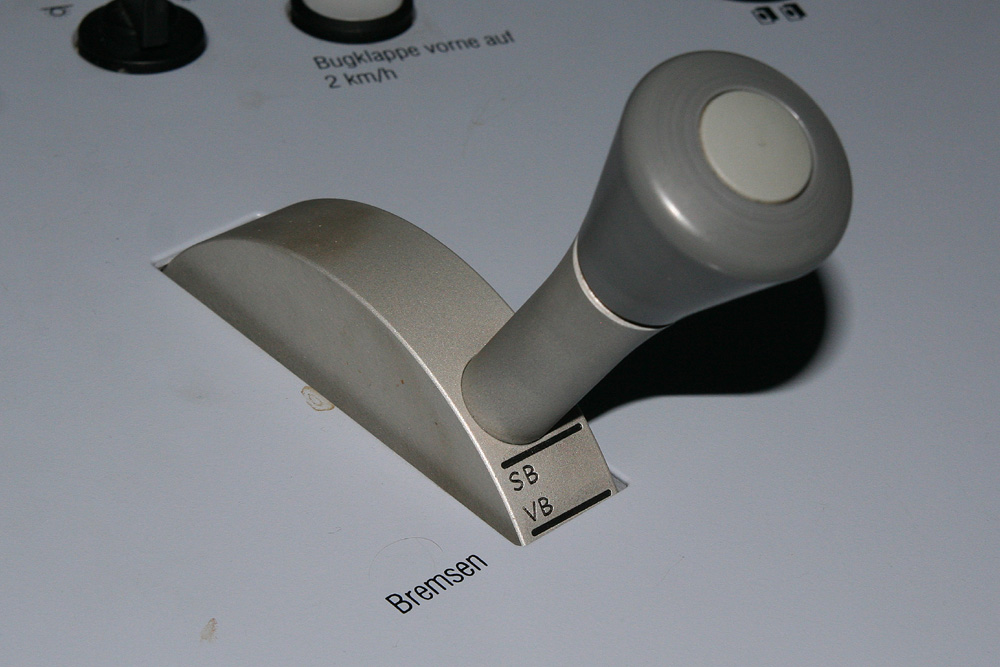
Das Führerbremsventil des ICE T in Vollbremsstellung

Die Vollbremsung (ⓘ) (auch Gefahrbremsung) bezeichnet den fahrdynamischen Zustand eines Kraftfahrzeuges, bei dem unter Ausnutzung aller technischen Möglichkeiten und unter Nichtberücksichtigung von Verschleiß- oder Komfortfaktoren das Fahrzeug maximal verzögert wird. 
Vollbremsungen werden in der Regel bei der Vermeidung oder Milderung von Unfällen eingesetzt. Im Motorsport ist die Vollbremsung zur Erzielung bester Prüfungszeiten ein üblicher Vorgang.
Seit dem 1. November 2002 kann bei der praktischen Führerscheinprüfung der Klasse B in Deutschland die Vollbremsung als eine der Grundfahraufgaben verlangt werden. Offiziell heißt diese Grundfahraufgabe „Abbremsen mit höchstmöglicher Verzögerung“. Hierbei wird auf freier Strecke bei ca. 40 km/h eine Vollbremsung durchgeführt. Sache des Prüflings ist es hierbei nicht, den nachwärtigen Verkehr abzusichern, da dies in einer Gefahrsituation (z. B. ein Fußgänger betritt die Fahrbahn) auch nicht möglich wäre. Vielmehr wird auf Anweisung des Fahrlehrers die Aufgabe durchgeführt.
In modernen PKW kann eine Vollbremsung durch einen Notbremsassistenten unterstützt werden.
Die Faustformel für den Bremsweg in Metern bei einer Gefahrbremsung eines PKWs lautet:
{\displaystyle \left({\frac {\text{Geschwindigkeit in km/h}}{10}}\right)^{2}\div 2}
Kraftfahrzeuge müssen mindestens eine Bremsverzögerung von 5,0 m/s2, solche mit einer Höchstgeschwindigkeit bis 25 km/h eine von 3,5 m/s2 erreichen. Bis 1. April 2000 waren lediglich 2,5 m/s2 bzw. 1,5 m/s2 vorgeschrieben. Für am Straßenverkehr teilnehmende Straßenbahnfahrzeuge ist bereits seit mindestens 1965 geschwindigkeitsabhängig eine Verzögerung von mindestens 1,71 m/s2 (bei 20 km/h) bis mindestens 2,73 m/s2 (bei 70 km/h) erforderlich.

## Schienenverkehr
Bei Schienenfahrzeugen ist die Vollbremsung die stärkste Form der Betriebsbremsung. Sie führt nicht wie im Straßenverkehr die höchstmögliche Verzögerung herbei, dies ist bei einer Schnellbremsung der Fall. Die Vollbremsung wird durch Verlegen des Führerbremsventils in die Stellung VB (für Vollbremsung) eingeleitet, wodurch der Druck in der Hauptluftleitung von 5 bar auf 3,5 bar abgesenkt wird und der Druck in den Bremszylindern auf etwa 3,8 bar ansteigt.